# ヒタ・フロス
ヒタ・フロス（Chita Gross　1962年11月1日- ）はオランダの柔道選手。階級は56kg級と61kg級。

## 人物
1986年に地元のマーストリヒトで開催された世界選手権56kg級で銅メダルを獲得した。その後階級を61kg級に上げると、1987年のヨーロッパ選手権では2位になった。オランダ国際では2年連続して優勝を飾った。

## 主な戦績
56kg級での戦績
- 1981年 - ドイツ国際　3位
- 1984年 - オランダ国際　優勝
- 1986年 - ベルギー国際　61kg級　優勝
- 1986年 - 世界選手権　3位

61kg級での戦績
- 1987年 - オランダ国際　優勝
- 1987年 - ドイツ国際　優勝
- 1987年 - ヨーロッパ選手権　2位
- 1988年 - ドイツ国際　3位
- 1988年 - オランダ国際　優勝